# كلية الطب (جامعة أحمد بلو زاريا)
كلية العلوم الطبية (بالإنجليزية: College of Medical Sciences) هي إحدى الكليات التي تضمها جامعة أحمد بلو زاريا والتي تعتبر من أكبر هذه الكليات من حيث عدد الأقسام. على الرغم من أن جامعة أحمد بلّو تأسست في عام 1962، إلا أن كلية العلوم الطبية نشأت في عام 1967، وكانت الأولى من نوعها في شمال نيجيريا. نمت كلية العلوم الطبية منذ ذلك الحين لتصبح الأكبر في هذه الجامعة؛ بإجمالي 17 قسمًا.

## التاريخ
في عام 1961، ظهرت فكرة إنشاء كلية الطب في المنطقة الشمالية من نيجيريا، وفي عام 1967 انطلقت بالفعل. في عام 1961، قررت الحكومة الفيدرالية النيجيرية، في كتاب أبيض، أنه بحلول عام 1970 ستكون هناك كلية طب «كاملة» في جامعة أحمدو بلو. أيدت لجنة الجامعات الوطنية في تقريرها لعام 1963 بالكامل نية الحكومة الفيدرالية هذه، ووافقت الحكومة في قبول التقرير على احترام هذا الالتزام. في عام 1966، تم التخطيط لجامعة أحمد بلو، برئاسة نائب المستشار آنذاك، البروفيسور إيشايا أَودُ. في أكتوبر 1966، بدأ الموظفون الرئيسيون بالوصول إلى كدونا، الأستاذ ر. كوليس من جامعة لاغوس والبروفيسور ش. بانينغ من جامعة لندن.
كانت مهمتهم إجراء دراسة جدوى، وتخطيط المناهج الدراسية وما إلى ذلك. في 25 نوفمبر 1966 وافق مجلس الجامعة على إنشاء الكلية. في عام 1967، قام الأستاذ ج. وصل ليستر من جامعة إبادان والبروفيسور ت. نيكولسون من جامعة تورنتو. بينما في عام 1969 وصل الأستاذ ج. لوري لتولي كرسي الجراحة. وهكذا ظهرت كلية الطب في لحظة من تاريخ نيجيريا عندما كان عدد سكان المنطقة الشمالية يقارب 29 مليون شخص مع وجود عدد قليل من الأطباء النيجيريين المؤهلين لتقديم الخدمة الطبية. جعلت الحرب الأهلية أمر افتتاح كلية الطب مهمة أصعب من المعتاد بسبب نقص الأموال والموظفين، ومع ذلك، بدأ الطلاب الأوائل تدريبهم في عام 1967. وفي عام 1969، استقبلت الكلية زيارات من البروفيسور M.H. ملك جامعة زامبيا والبروفيسور ك. Hill من جامعة لندن لتقديم المشورة بشأن التدريب المحتمل للمساعدين السريريين والبروفيسور W.J.E. جيسوب من منظمة الصحة العالمية (W.H.O.) لتقديم المشورة بشأن المناهج الدراسية. حصل أوائل خريجي الكلية على شهادة بكالوريوس طب وجراحة عام 1972 عندما تأهل 27 طبيباً.

## الكليات الفرعية
تضم كلية العلوم الطبية تحت رحابها خمسة من كليات فرعية. انظر الجدول:
| رقم | كلية                         | البرامج |  |
| --- | ---------------------------- | ------- |  |
| 1   | كلية علوم الصحة المتحالفة    | -       |  |
| 2   | كلية العلوم السريرية         | 10      |  |
| 3   | كلية العلوم السريرية البسيطة | -       |  |
| 4   | كلية العلوم الطبية البسيطة   | 3       |  |
| 5   | كلية طب الأسنان              | -       |  |